# Palomina

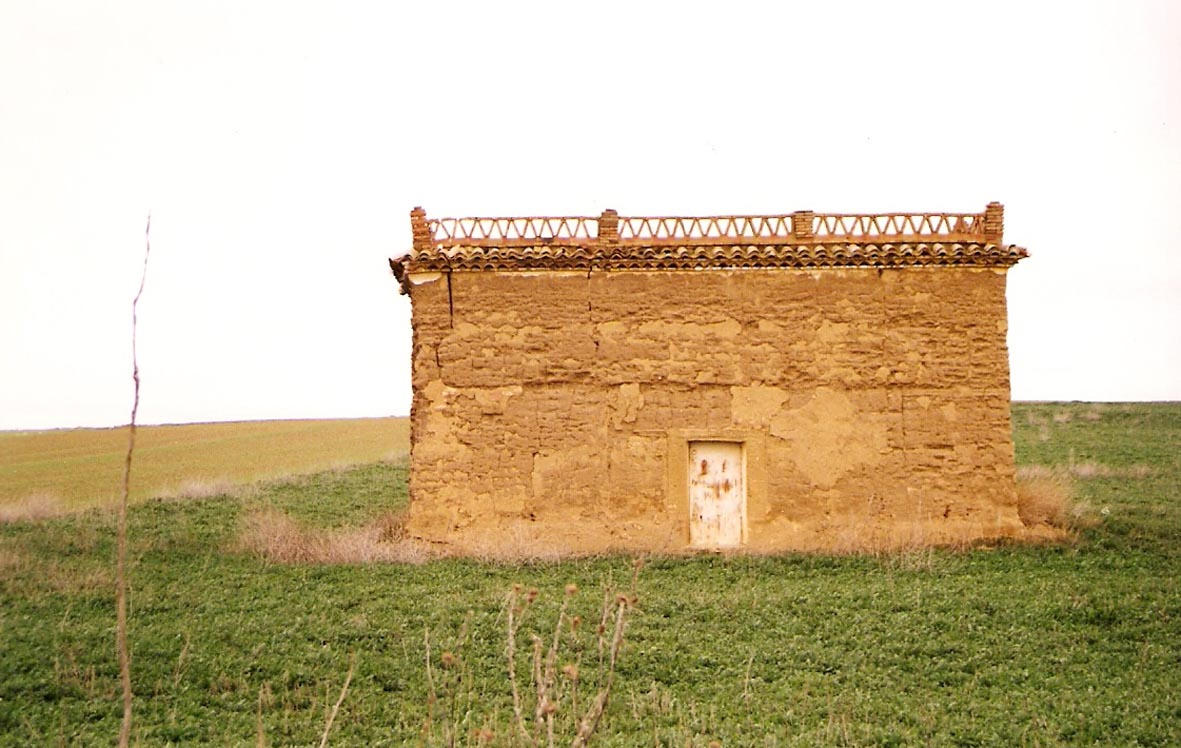
Un palomar, lugar dedicado a la recolección de palomina.

La palomina es el excremento de las palomas, que antaño se empleaba para abonar los campos de cultivo.
En la localidad de Oliete (Teruel, España) se recogía la palomina que se acumulaba en la sima de San Pedro, lugar donde crían palomas. Existía una plataforma con torno en el borde de la sima para descender a los que recogían la palomina y luego elevarlos con la carga. En Fez (Marruecos) la palomina se sigue empleando como producto químico por los curtidores.